# Pierre Harvey
Pierre Harvey, född 24 mars 1957 i Rimouski i Québecprovinsen, Kanada, är en kanadensisk tidigare tävlingscyklist och längdskidåkare.
Han blev 1984 första manliga kanadensare att delta i både olympiska sommarspel och vinterspel. 
Vid Kanadensiska vinterspelen 1979 tog han tre guldmedaljer.
Som cyklist tävlade han första gången vid olympiska sommarspelen i Montréal, Han slutade på 24:e plats i landsvägsloppet. Han tog också silver i landsvägscyklingen under sommaruniversiaden 1983 i Edmonton. 
I längdskidåkning tävlade han internationellt mellan 1982 och 1988, och slutade på 16:e plats på 15-kilometersloppet vid världsmästerskapen i Oslo 1982. Han vann totalt tre världscupdeltävlingar, bland annat 50-kilometersloppet vid Holmenkollen skifestival 1988. 
Vid olympiska vinterspelen 1988 i Calgary, svor han de aktivas ed, och slutade på 14:e plats vid 30-kilometersloppet. 
1988 tilldelades han Order of Canada. 1992 valdes han in i Canadian Ski Hall of Fame. 2006 valdes han in i Canadian Cycling Hall of Fame 2006. 2011 tilldelades han National Order of Quebec.
Hans son, Alex Harvey, är också längdskidåkare, och deltog i OS 2010 samt OS 2014.

### Fotnoter
1. ↑  ”National Order of Quebec citation” (på franska). National Order of Quebec. Arkiverad från originalet den 15 april 2012. https://web.archive.org/web/20120415021142/http://www.ordre-national.gouv.qc.ca/membres/membre.asp?id=2799.